# Théo Mendy
Théodore Bernard „Théo“ Mendy (* 20. Juni 1989 in Dakar) ist ein senegalesischer Fußballspieler.

## Karriere
Die Anfänge von Mendys Karriere sind undokumentiert. Als erste dokumentierte Station spielte er ab 2012 im Profibereich für den kapverdischen Verein Sporting Clube da Praia. 2013 wechselte er nach Portugal zu Boavista Porto. Hier spielte er bis zum Sommer 2013 und war zwischenzeitlich an AD Oliveirense ausgeliehen. Anschließend folgte eine zweijährige Tätigkeit bei Desportivo Aves.
In der Sommertransferperiode 2017 wurde Mendy vom türkischen Zweitligisten Adana Demirspor verpflichtet. Nach einer Saison zog er innerhalb der Liga zum Aufsteiger Afjet Afyonspor weiter.